# Knopaiamoi
Knopaiamoi is een berg gelegen in het zuidoostelijke deel van Suriname in het district Sipaliwini, 400 km ten zuiden van Paramaribo. De berg ligt 504 meter boven zeeniveau. Het gebied rond Knopaiamoi is grotendeels vlak, maar in het zuidwesten is het heuvelachtig. Het is nagenoeg onbewoond.
Volgens de overlevering was de oorspronkelijke (Wayana-)naam voor de berg Tëpueneto, die later is vervangen door Konopamïi, afgeleid van de Aluku-naam Konopu amoï, wat 'mooie knop' betekent.